# Vas (Setteville)
Vas è una frazione del comune italiano di Setteville, in provincia di Belluno.
Già comune autonomo con frazioni Caorera, Marziai e Scalon, il 28 dicembre 2013 Vas ha formato con Quero il comune di Quero Vas. Infine il 22 gennaio 2024 anche quest'ultimo si è fuso con Alano di Piave nel nuovo comune di Setteville.

## Storia
Il toponimo Vas sembra rimandare al termine vaso (ipotesi avallata dalla concessione dello stemma comunale ) con il significato di "conca", "avvallamento".
Una delle ipotesi più accreditate lo farebbe derivare da Flumen de Avasio, denominazione che avrebbe indicato il corso d'acqua che attraversa il paese e che a tutt'oggi è chiamato Fium.
Vas ha da sempre rappresentano una località ad economia agricola situata in posizione marginale: stretta tra il Piave e il monte Cesen, l'unica via di comunicazione con l'esterno era un sentiero che conduceva a Segusino.
Il centro è citato per la prima volta in un documento del 1125 come Avax. Nel XIII secolo risulta essere uno dei centri soggetti alla pieve di Quero, a sua volta compresa all'estremità settentrionale del territorio del comune di Treviso, al confine con il bellunese.

Passato poi alla Repubblica di Venezia, tra il Cinque e il Seicento vi fu fondata un'importante cartiera dei Gradenigo. Fu affittata a diversi gestori tra i quali spiccano, nel XVIII secolo, i Remondini, noti editori bassanesi. La cartiera continuò la sua attività sino al 1963; in seguito venne abbandonata in un ammasso di rovi e sterpaglie oltre a fabbricati fatiscenti. Portato a termine un intervento di recupero dell'edificio (2009), nel 2015, la cartiera viene affidata, per la parte di proprietà pubblica, alla associazione LaCharta che ne curerà gestione e valorizzazione.

Posizione dell'ex comune di Vas all'interno della provincia di Belluno

Dopo la Rotta di Caporetto Vas fu occupata dagli Imperi Centrali e, vista la prossimità al fronte del Piave, subì gravi distruzioni.

### Dopo la Seconda guerra mondiale
Il primo sindaco di Vas, allora comune autonomo, fu eletto per acclamazione nel maggio 1945, il ventenne Giovanni Zucchetto (nato a Vas nel 1925) allora studente lavoratore presso la "Società Metallurgica Feltrina".

### Simboli
Il vecchio stemma del comune di Vas era stato concesso con decreto del presidente della Repubblica del 16 aprile 1957 ed era così blasonato: di rosso, al vaso d'argento, ripieno di pampini e grappoli al naturale, completato con gli ornamenti esteriori previsti per tutti i comuni.
Il gonfalone era costituito da un drappo partito di bianco e di rosso, riccamente ornato di ricami d'argento e caricato dello stemma, con l'iscrizione centrata in argento "Comune di Vas".

## Società

### Evoluzione demografica
Abitanti censiti; per gli ultimi censimenti si evidenzia in blu la popolazione residente nel centro abitato di Vas, in verde quella residente nei vecchi confini comunali.